# 灰埠镇 (平度市)
灰埠镇原是中国山东省青岛市平度市下辖的一个镇，现已撤销。

## 行政区划
灰埠镇下辖东兴居委会、灰埠村、韩家村、小官庄村、小苗家村、大官庄村、三埠李家村、三埠村、埠后村、独埠陈家村、下王家村、下刘家村、北肖家村、任家疃村、老洼姜家村、傅家村、岭西王家村、小灰埠村、庚家村、西王哥庄村、东王哥庄村、红庙赵家村、红庙姜家村、沙窝刘家村、西张家村、卢家村、前潘家村、辛庄村、郑家村、卧龙王家村、陈埠李家村、袁家村、界山贾家村、界山潘家村、于家屯村、林家村、东张家村、顾家村、谭家村、蒋家村、北城戈庄村、大庄子村、邵家村、东侯家村、洪山四甲村、翟哥庄村、城子东村、城子西村、城子南村、城子北村、东邵家村、于家村、孙林村、仲秦村、苇园王家村、赖家村、东宅科村、后炉村、中炉村、前炉村、吕家集村、潘家洼村、东潘家村、邹家村、焦家庄子村、曲家村、西八甲村、西马家庄村、三堤西村、三堤东村、胡家村、郑戈庄村。